# Rivière Wetetnagami
Pour les articles homonymes, voir Wetetnagami.
La rivière Wetetnagami est un affluent de la rive sud du lac Nicobi coulant au Québec, au Canada, en chevauchant les régions administratives de :
- Abitibi-Témiscamingue : dans Senneterre ;
- Nord-du-Québec : dans Eeyou Istchee Baie-James.

Cette rivière traverse successivement les cantons de Charrette, Adhémar, Labrie, Moquin, Effiat et Muy. La surface de la rivière Wetetnagami est généralement gelée du début décembre à la fin avril. La foresterie constitue la principale activité économique du secteur ; les activités récréotouristiques, en second.
La vallée de la rivière Wetetnagami est desservie par la route forestière R1015 (sens nord-sud) et la R1051 (sens est-ouest).
La réserve de biodiversité projetée du lac Wetetnagami s’étend sur 234,2 km2 dans la partie est de la ville de Senneterre, soit du côté ouest du réservoir Gouin. Le territoire de la réserve alimente la rivière Wetetnagami, ainsi que le lac du même nom et le lac Achepabanca. De nombreuses activités récréotouristiques sont permises dans cette réserve.

## Géographie

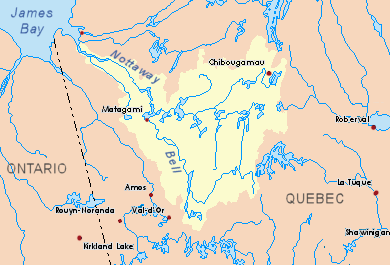
Bassin versant de la rivière Nottaway.

Les bassins versants voisins de la rivière Wetetnagami sont :
- côté nord : lac Nicobi, rivière Opawica, lac Waswanipi ;
- côté est : rivière Muy (rivière Wetetnagami), rivière au Panache, rivière Fortier, rivière Macho, rivière Mégiscane ;
- côté sud : rivière Mégiscane, rivière Macho, lac Berthelot, rivière Achepabanca ;
- côté ouest : rivière O'Sullivan, rivière Périgny.

La rivière Wetetnagami prend naissance dans Senneterre, à l'embouchure du lac Louison (longueur : 4,6 km ; largeur maximale : 1,8 km incluant une baie s’étendant vers le sud dans la partie ouest du lac ; altitude : 472 m). Ce lac est surplombé à proximité par quelques montagnes du côté sud dont les sommets atteignent respectivement 510 m, 512 m et 505 m au Nord ; 509 m au nord-ouest ; et 545 m au nord-est.
L’embouchure du lac Louisson est située dans Senneterre à :
- 72,0 km au sud de l’embouchure de la rivière Wetetnagami ;
- 75,9 km à l'ouest du réservoir Gouin ;
- 69,7 km au nord-est du centre-ville de Senneterre ;
- 60,3 km au sud-est du centre du village de Lebel-sur-Quévillon ;
- 87,8 km au sud-est du Lac Waswanipi ;
- 49,0 km au sud-est de la voie ferrée (gare Gorsythe) du Canadien National.

Le cours de la rivière Wetetnagami :
- semble être la continuité vers le nord de la vallée de la rivière Capousacataca ;
- remonte généralement vers le nord en parallèle et du côté est de la rivière O'Sullivan.

À partir de l'embouchure du lac Louison, la rivière Wetetnagami coule sur 87,8 km selon les segments suivants :
Partie supérieure de la rivière Wetetnagami (segment de 18,5 km)
- 4,1 km dont 1,2 km vers le sud-ouest jusqu’à la rive ouest d’un lac Kâwîsikomînikak (longueur : 0,5 km ; altitude : 447 m) que le courant traverse vers le nord sur 3,6 km ;
- 3,1 km vers le sud-ouest en serpentant jusqu’au lac Mitikocike ;
- 2,0 km vers le nord en traversant un lac Mitikocike (altitude : 432 m, formé par l’élargissement de la rivière) sur sa pleine longueur ;
- 4,0 km vers le nord en traversant un lac non identifié (formé par l’élargissement de la rivière) sur 2,5 km ;
- 5,3 km vers le nord en traversant en serpentant jusqu’à la partie sud du lac Wewedinagamik ;

Partie intermédiaire de la rivière Wetetnagami (segment de 21,4 km)
- 10,3 km vers le nord en traversant sur sa pleine longueur le lac Wewedinagamik (altitude : 380 km) formé par un élargissement de la rivière ;
- 11,1 km vers le nord en traversant le lac Wetetnagami (altitude : 380 km). Note : Les lacs Wewedinagamik et Wetetnagami sont connexes, étant liés ensemble par un détroit d’environ 0,2 km. Note : Le lac Wetetnagami reçoit du côté est les eaux de la rivière Saint-Père. Ce lac comporte une baie s’étendant sur 4,8 km vers le nord-ouest et une autre s’étendant sur 2,7 km vers le sud-est.

Partie inférieure de la rivière Wetetnagami (segment de 47,9 km)
- 5,9 km vers le nord, jusqu’à une route forestière ;
- 11,5 km vers le nord en entrant dans le territoire de Eeyou Istchee Baie-James, jusqu’à la confluence de la rivière Dazemard (venant de l’est) ;
- 10,7 km vers le nord en traversant une zone de marais, jusqu’à la confluence de la rivière au Panache (venant du nord-est) ;
- 0,6 km vers le nord-ouest, jusqu’à la confluence de la rivière Muy (rivière Wetetnagami) (venant du nord-est) ;
- 10,8 km vers le nord-ouest, jusqu’à la route forestière ;
- 8,4 km vers le nord-est, jusqu'au barrage situé à sa confluence avec le Lac Nicobi[3].

La rivière Wetetnagami se déverse au fond d’une petite baie sur la rive sud du lac Nicobi lequel se décharge dans la rivière Nicobi. Cette dernière s’écoule vers le nord pour se décharge sur la rive sud-est de la rivière Opawica. Cette dernière remonte vers le nord jusqu’à sa confluence avec la rivière Chibougamau ; cette confluence constituant la source de la rivière Waswanipi. Le cours de cette dernière coule vers l'ouest et traverse successivement la partie nord du lac Waswanipi, le lac au Goéland et le lac Olga, avant de se déverser dans le lac Matagami lequel se déverse à son tour dans la rivière Nottaway, un affluent de la Baie de Rupert (Baie James).
La confluence de la rivière Wetetnagami avec le lac Nicobi est située à :
- 22,4 km au sud-est de l’embouchure de la rivière Nicobi ;
- 31,3 km à l'est du lac Waswanipi ;
- 130,9 km au nord-est du centre-ville de Senneterre ;
- 70,6 km au nord-est du centre du village de Lebel-sur-Quévillon ;
- 89,5 km au nord-ouest du Réservoir Gouin ;
- 114,3 km au nord de la voie ferrée (arrêt Gagnon-Siding) du Canadien National.

## Histoire
Jadis ce territoire a été occupé selon les périodes par les Attikameks, les Algonquins et les Cris.

## Toponymie
Le toponyme rivière Wetetnagami a été officialisé le 5 décembre 1968 à la Commission de toponymie du Québec, soit lors de sa création.